# Nikola Dimitrov (peintre)
Pour les articles homonymes, voir Nikola Dimitrov et Dimitrov.
Nikola Dimitrov (né en 1961 à Mettlach) est un peintre allemand.

## Biographie
Nikola Dimitrov étudie de 1979 à 1988 à l'École supérieure de musique de la Sarre (de) afin de devenir un pianiste de concert ; en parallèle, il peint. Depuis 1993, il développe ses tableaux à partir de l'approche de la musique en tant que source d'inspiration, présentés dans de nombreuses expositions individuelles et collectives. Nikola Dimitrov vit et travaille à Heusweiler, près de Sarrebruck, et à Cologne.

## Œuvre

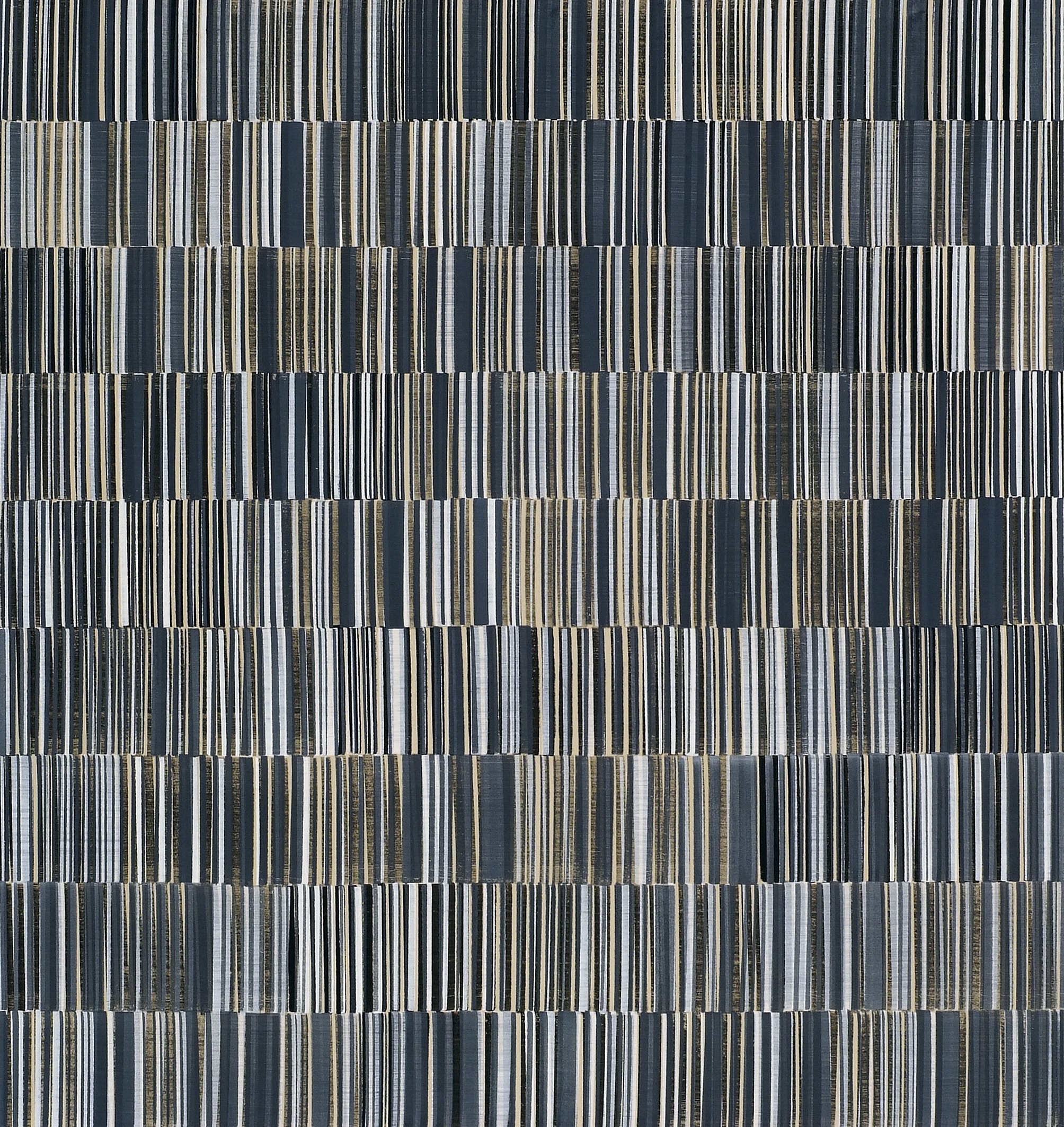
KlangRaum I, 2013

Le développement artistique dans le champ de tension entre musique et peinture s'exprime pour la première fois dans les tableaux de Nikola Dimitrov en 1993. Ces premiers travaux sont d'abord informels. À partir de 2005, on trouve les premiers débuts d'Art concret, qui se développe les années suivantes en stratigraphie rythmique. Il travaille depuis avec divers éléments de lignes réduites basés sur la mesure, le rythme, la modulation et la variation dans son propre langage formel.

## Source de la traduction
- (de) Cet article est partiellement ou en totalité issu de l’article de Wikipédia en allemand intitulé « Nikola Dimitrov (Künstler) » (voir la liste des auteurs).